# Doratoptera amabilis
Doratoptera amabilis (en japonés, ナンカイキイロエダシャクは o "polilla amarilla del sur") es una especie de polillas perteneciente a la familia Geometridae, descrito por primera vez en 1988 con distribución en Japón. Ha sido descrita en la isla de Okinawa y Amami Oshima, la región de Shikoku y la isla de Kyūshū.